# Барит
Бари́т, баритин — мінерал класу сульфатів, білого або сірого кольору зі скляним блиском. Назва бариту вперше згадується Дітріхом Людвігом Густавом Карстеном у першому виданні написаних ним мінералогічних таблиць (Берлін, 1800).

## Опис
Назва бариту походить від грец. барис — важкий. Сингонія ромбічна. Густина 4,5. Твердість 3,5-3,75. Синонім — важкий шпат.
Хімічний склад: Ba[SO4]. Містить (%): BaO — 65,7; SO3 — 34,3; як домішки наявні Ca, Sr, Pb i Ra. Відміна з високим вмістом стронцію називається баритоцелестином,а з вмістом свинцю і радію — хокутолітом.
Найпоширеніший мінерал барію (руда барію).

### Кристалографія
Сингонія ромбічна; вид симетрії ромбо-дипірамідальний.

## Агрегати і габітус
Для бариту характерні друзи добре утворених кристалів, які досягають інколи дуже великих розмірів. Кристали бариту часто витягнуті по першій осі або пластинчасті по пінакоїду {010}. У витягнутих кристалів бариту переважають площини призми 110, разом з якою відмічаються пінакоїд {010} і призма {102}. Форма кристалів — нерідко зустрічаються правильні багатогранні кристали; здебільшого пластинчасті і таблитчаті. Рідше у вигляді призматичних і голчастих кристалів і їх пучків.
За Я. В. Самойловим кристали бариту можуть мати такий габітус: 1) таблитчастий по (010) — ромбоподібний; 2) таблитчастий по (010) — прямокутний; 3) таблитчастий по (010) — шестикутний; 4) стовпчастий по (010); 5) стовпчастий по (100); 7) ізометричний.
Грані (010) звичайно мають штрихуватість, паралельну ребрам [100], [001] або [010].
Агрегати зернисті, радіально-променисті, тонковолокнисті ниркоподібно-сферолітові, великі ниркоподібно-пластинчасті, щільні суцільні маси.
Відомі паралельні зростання бариту з англезитом, вітеритом і кальцитом.

## Фізичні властивості
Сингонія ромбічна.

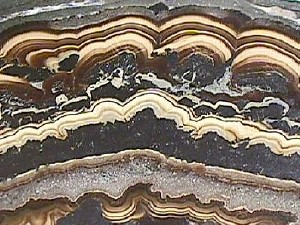
Барит. Зразок з родовищ Польщі

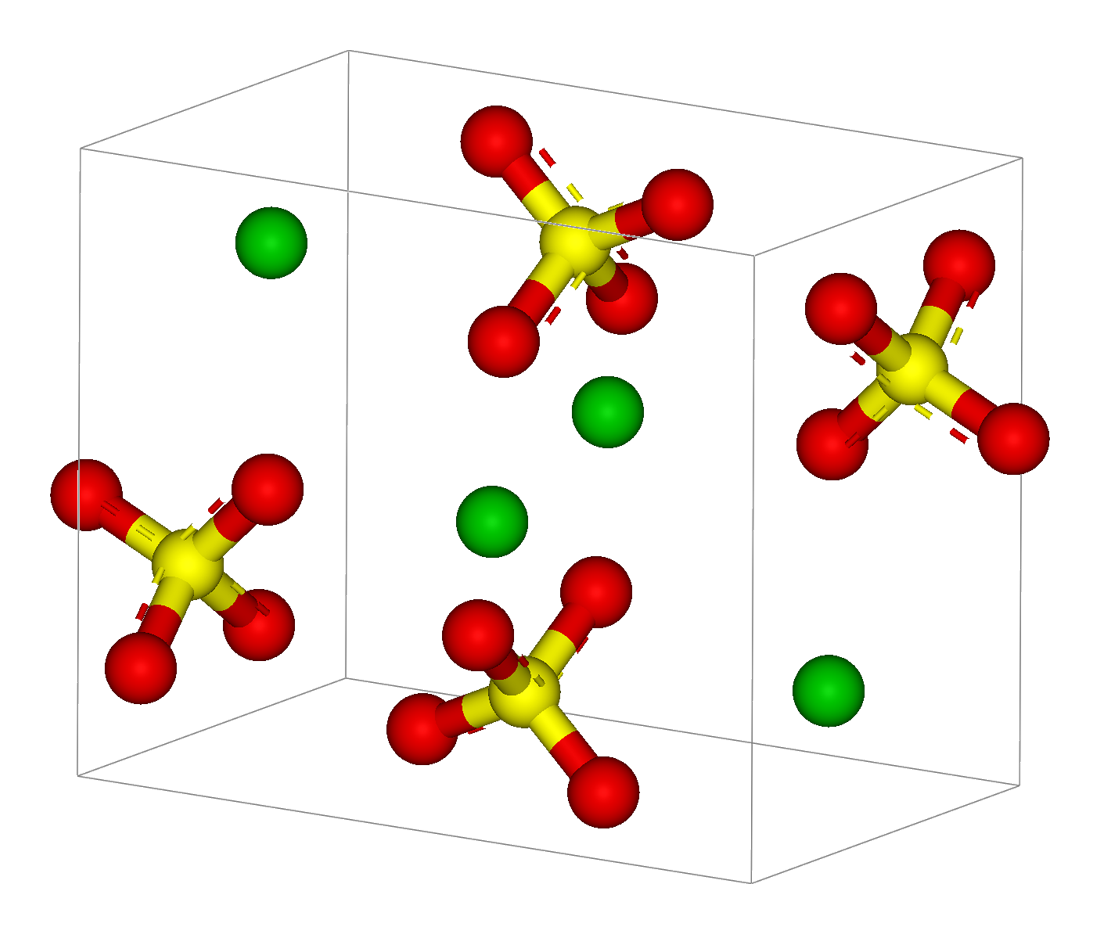
Кристалічна ґратка бариту

Колір білий, сірий, червоний, жовтий, бурий (при забарвленні залізом), світло-бурий. Зустрічаються безбарвні прозорі кристали. Блиск скляний, перламутровий. Прозорість — у тонких відколах просвічує, прозорий.
Густина 4,3–4,7. Твердість 3,5–3,75. Спайність досконала по (001) і менш досконала по (210) і (001), (від спайності кальциту відрізняється прямим кутом між площинами); мінерал утворює спайні виколювання по ромбічній призмі. Злам нерівний. Крихкий.

## Утворення і родовища
За своїм походження барит — типовий гідротермальний мінерал. Він утворює жильні тіла в родовищах кольорових металів. Відомі також барити екзогенного походження.
Зустрічається у гідротермальних низькотемпературних жильних рудних родовищах, в осадових породах, у зонах вивітрювання гірських порід і рудних родовищах.
В Україні зустрічається у гідротермальних родовищах Закарпаття, у Нагольному кряжі та ін. місцях Донбасу, а також у Прикарпатті і Придністров'ї.
До числа найважливіших родовищ належать скупчення великих кристалів бариту в Камберленді, Корнуоллі, Уестморленді, Нортумберленді (Англія), з антимонітом у Фельшобаньє (Румунія), у вигляді конкрецій в мергелях — в горі Патерно поблизу Болоньї (Італія), масивні поклади в штаті Каліфорнія, Джорджія, Теннессі, Міссурі, Арканзасі (США) та у вигляді «пустельних троянд» в Нормані (штат Оклахома, США) і в Саліні (штат Канзас, США).
У Росії розробляються три родовища баритвміщуючих руд: Кварцитова Сопка (Кемеровська обл.), Молодіжне (Челябінська обл.) і Толчеїнське (Хакасія). Широкою популярністю серед колекціонерів користуються ефектні зразки бариту з Белореченського родовища (Півн. Кавказ), 2000 року в Брюсселі країни, що розробляють барит, володіють баритовими ресурсами, копальнями або потужностями за збагачення бариту, заснували Міжнародну баритову асоціацію.

## Використання
Використовують для виробництва білої фарби, барієвих препаратів, паперу, гуми. Крім того, використовується як обважнювач бурового розчину чи рідини глушіння.
Використовується в найбільших обсягах як обважнювач глинистих розчинів при бурінні свердловин на нафту і газ, як інертний важкий наповнювач в спеціальні гуми, при виробці пластмас, певних сортів паперу, для виготовлення азбестотехнічних виробів, цементу, фарб, лаків, емалі, в медицині, рентгенотехніці, і є єдиною сировиною для отримання сполук барію для хімічної промисловості, в піротехніці, металообробці, машинобудуванні та інших галузях господарства.
Барит імпортується в Україну у вигляді концентратів з вмістом сірчанокислого барію 80–95 % з Казахстану, Болгарії, Туреччини, за ціною $390–400 за тонну. Потреби України в баритовому концентраті в даний час складають 30–40 тис. тонн на рік.

## Види
Розрізняють:

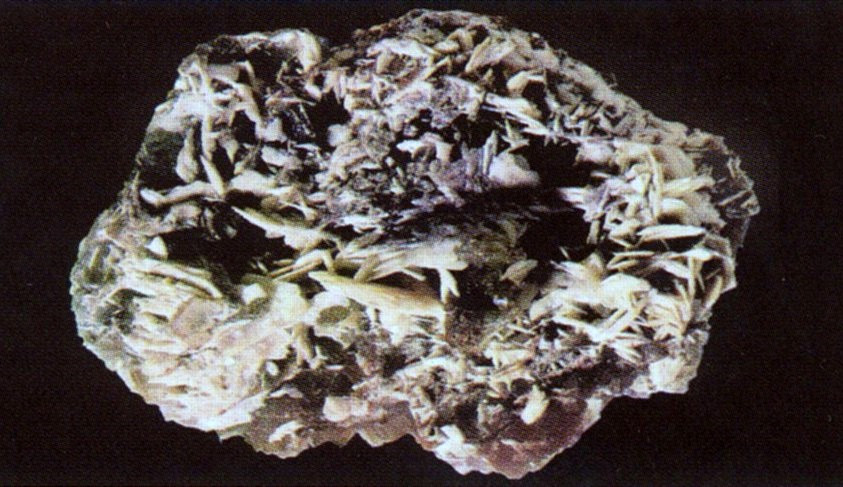
Барит

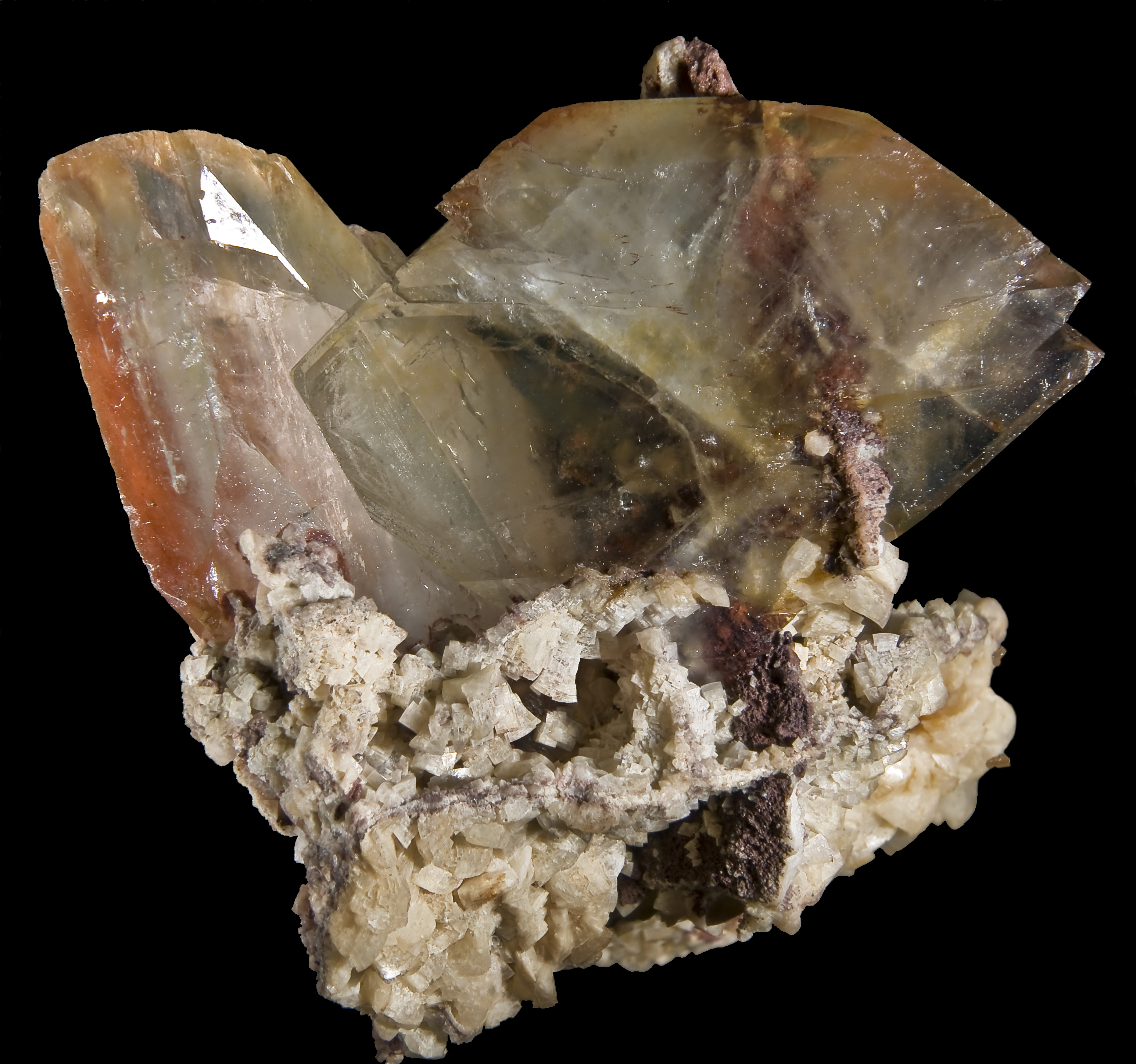
Барит

- барит кальціїстий (відміна бариту, яка містить до 2 % Са);
- барит волокнистий (відміна бариту у вигляді волокнистих агрегатів);
- барит вонючий (відміна бариту з домішками бітумінозної речовини);
- барит звичайний (зайва назва бариту);
- барит землистий (землисті агрегати бариту);
- барит зернистий (зернисті агрегати бариту);
- барит кременистий (суміш бариту з кварцом);
- барит оптичний (прозора відміна бариту, яка застосовується в оптиці);
- барит пластинчастий (агрегати бариту, які складаються з пластинчастих індивідів);
- барит прихованокристалічний (агрегати бариту, які складаються з прихованокристалічних індивідів);
- барит радіїстий (відміна бариту, яка містить радій);
- барит свинцевий ромбоедричний (застаріла назва піроморфіту);
- барит свинцевистий (відміна бариту, яка містить до 18 % PbO);
- барит стронціїстий (відміна бариту, яка містить до 15 % SrO);
- барит щільний (унікально щільні агрегати бариту).
- барит-гедифан (відміна мінералу гедифану з вмістом ВаО до 8 %);
- барит-стронціаніт (суміш стронціаніту з баритом);
- баритин геміпризматичний (те ж саме, що й баритокальцит);
- баритин ромбічний (застаріла назва альстоніту).